# Svetlana Romašina
Svetlana Alekseevna Romašina (in russo Светлана Алексеевна Ромашина?; Mosca, 21 settembre 1989) è una sincronetta russa sette volte medaglia d'oro ai Giochi olimpici.

## Carriera
Romašina ha ottenuto il suo primo successo all'età di 16 anni, vincendo nel 2005 la medaglia d'oro nella gara a squadre durante i campionati mondiali. In seguito ha vinto l'oro nella gara a squadre alle Olimpiadi di Pechino 2008, confermando le sue prestazioni di alto livello con la successiva riaffermazione a Londra 2012. In quest'ultima edizione delle Olimpiadi, oltre ad avere nuovamente vinto l'oro nella gara a squadre, ha vinto anche nel duo insieme alla pluricampionessa Natal'ja Iščenko.
Svetlana Romašina inizia quindi a gareggiare anche nel singolo, vincendo l'oro anche in questa specialità ai mondiali e agli europei. Alle Olimpiadi di Rio de Janeiro 2016 si riconferma campionessa nel duo insieme a Iščenko, giungendo al primo posto pure con la squadra russa.
Ha rappresentato ROC ai Giochi olimpici estivi di Tokyo 2020, dove ha vinto l'oro nel duo e nella gara a squadre.

## Palmarès
- Giochi olimpici

Pechino 2008: oro nella gara a squadre.
Londra 2012: oro nel duo e nella gara a squadre.
Rio de Janeiro 2016: oro nel duo e nella gara a squadre.
Tokyo 2020: oro nel duo e nella gara a squadre.
- Mondiali

Montréal 2005: oro nella gara a squadre e nel libero combinato.
Melbourne 2007: oro nella gara a squadre (programma libero e tecnico) e nel libero combinato.
Roma 2009: oro nel duo (programma tecnico e libero) e nella gara a squadre (programma libero).
Shanghai 2011: oro nel duo (programma libero e tecnico) e nel libero combinato.
Barcellona 2013: oro nel singolo (programma libero e tecnico) e nel duo (programma libero e tecnico).
Kazan' 2015: oro nel singolo (programma tecnico), nel duo (programma tecnico e libero) e nel libero combinato.
Gwangju 2019: oro nel singolo (programma libero) e nel duo (programma tecnico e libero).
- Europei

Budapest 2006: oro nella gara a squadre e nel libero combinato.
Budapest 2010: oro nel duo, nella gara a squadre e nel libero combinato.
Eindhoven 2012: oro nel duo.
Berlino 2014: oro nel singolo.
Londra 2016: oro nel duo (programma libero e tecnico) e nel singolo (programma tecnico).
- Universiadi

Kazan' 2013: oro nel singolo e nel duo.

## Riconoscimenti
- LEN Award: 2011, 2013, 2015
- Atleta dell'anno FINA: 2011, 2013, 2015, 2016, 2019, 2021